# Silmarils (groupe)
Pour les articles homonymes, voir Silmarils.
Silmarils est un groupe de fusion français, originaire de Lisses dans l'Essonne. Le style musical du groupe est un mélange entre rock et hip-hop.

## Biographie
Silmarils est un groupe de rock français originaire de Lisses. Le nom s'inspire du titre du livre Le Silmarillion de J.R.R. Tolkien.
Le groupe se forme en 1989. Les années suivantes, il se produit dans des bars, off de festivals, etc.
Le groupe est repéré en 1995 par le producteur Peter Murray. Il signe chez Warner et sort un premier album éponyme. Le clip du single Cours Vite, réalisé par Olivier Dahan, met pour la première fois des porn stars à l’honneur. Ce premier album devient disque d’or. Une tournée européenne de plus de 150 dates est organisée ; Silmarils fait notamment l'ouverture de Sugar Ray.
Un deuxième album studio, Original Karma, sort en 1997. Celui-ci déçoit une partie du public qui le juge « plus hip-hop, plus techno, plus groovy ». Il atteint la 31e place des classements français. 
En 2000, le groupe enregistre à Los Angeles un 3ème album, Vegas 76, sous la houlette du producteur Mario Caldato Jr. Le 1er single, Va y avoir du sport est beaucoup diffusé sur les ondes et France 2 l'utilise pour les émissions sportives. L'album est cependant jugé négativement par Le Temps qui critique en particulier « des textes convenus » et ne relève aucune « inventivité musicale ».
En 2003, le 4ème album, 4Life, sort.
Après une période d'inactivité, Silmarils revient en 2020 en sortant un EP intitulé Live in Confinement enregistré pendant la période du confinement lié à la pandémie de Covid-19.
Le 7 avril 2023, un nouveau single Welcome to America est dévoilé, suivi par Au Paradis le 15 mai 2024, puis par Oublie-Moi le 10 juillet et No Pain No Gain (en collaboration avec B-Real) le 28 août.
Un nouvel album, Apocalypto, comprenant onze titres dont les quatre singles mentionnés précédemment sort le 27 septembre 2024. 

### Influences et style
Le groupe est souvent comparé à un « ersatz » de Rage Against The Machine ou Red Hot Chili Peppers. La Mano Negra l'a particulièrement influencé.
Tourné vers le punk initialement, le groupe intègre le rap et le hip-hop progressivement, évoluant ainsi vers le style « fusion », ou encore « rap core ».[réf. souhaitée]

## Membres
- David Salsedo – chant, clavier
- Stéphane « Jimi » Daurs – guitare
- Côme Aguiar – basse

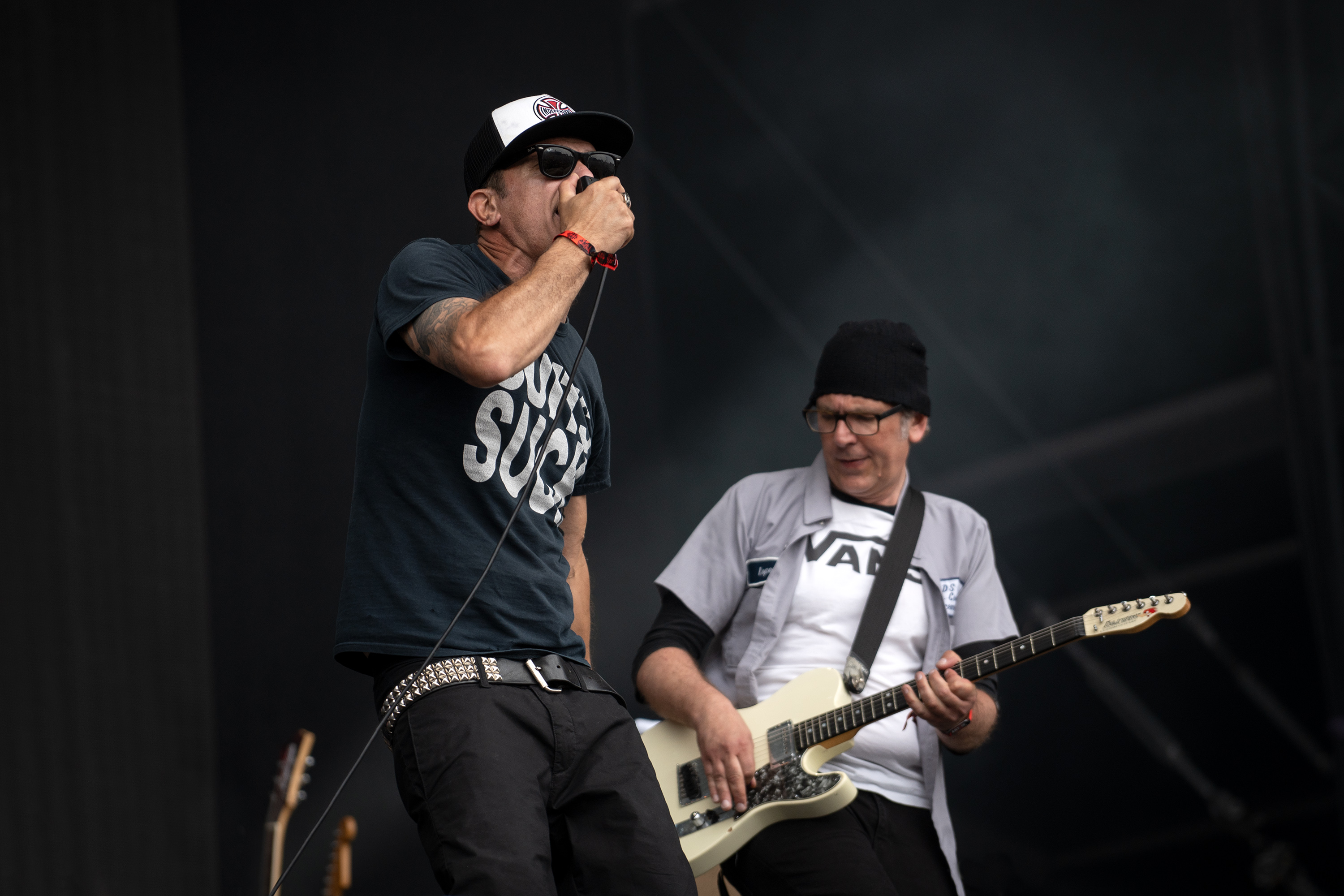
Silmarils au Hellfest 2023.

- Brice Montessuit – trompette, chœur
- Jean-Pierre Martins – saxophone, chœur
- Aymeric Moneste – batterie
- DJ Lethal, DJ Shalom, DJ Stani, DJ Swift – platines

## Discographie

### Albums
- 1993 : Nous venons du cosmos
- 1995 : Silmarils
- 1997 : Original Karma
- 1997 : Live (Live enregistré à Macon)
- 2000 : Vegas 76
- 2001 : Live In Vegas (Live acoustique enregistré à La Laiterie, Strasbourg)
- 2003 : 4 Life
- 2020 : Live In Confinement - EP
- 2024 : Apocalypto

### Singles et collaborations
- 1995 : Cours Vite
- 1995 : Mackina
- 1995 : It's Tricky (reprise de Run–DMC, présent sur le single Mackina)
- 1997 : Tant que parle l'économie
- 2000 : Va y avoir du sport
- 2000:  1980
- 2003 : Guerilla
- 2003 : On n'est pas comme ça
- 2004 : Les Fils du vent (thème principal de la bande originale du film Les Fils du vent)
- 2023 : Welcome to America
- 2024 : Au Paradis
- 2024 : Oublie-Moi
- 2024 : No Pain No Gain (en collaboration avec B-Real)

## Filmographie
- 2001 : Autour de "Vegas 76" réalisé par Tania Goldenberg[13]